# Kowmung River
Der Kowmung River ist ein Fluss im Osten des australischen Bundesstaates New South Wales. 

## Verlauf
Er entsteht bei Tuglow am Westrand des Kanangra-Boyd-Nationalparks durch den Zusammenfluss von Hollanders River und Tuglow River. Der Kowmung River fließt nach Südosten und beschreibt einen Halbkreis um das Zentrum des Nationalparks. Anschließend führt ihn sein Lauf an der Grenze zwischen Kanangra-Boyd-Nationalpark und dem Südteil des Blue-Mountains-Nationalparks nach Nordosten zwischen den Hügelketten der Gingra Range und der Gangerang Range im Westen und denen der Scotts Main Range im Osten hindurch. Schließlich wendet sich der Kowmung River nach Nordwesten und mündet nördlich der Gangerang Range in den Coxs River, kurz bevor dieser den Lake Burragorang erreicht.
Das Flusstal ist mit Ausnahme der Kleinstadt Tuglow an der Quelle, wo es sehenswerte Kalksteinhöhlen gibt und eine nicht befestigte Straße den Fluss überquert, völlig unbesiedelt und nicht durch Straßen erschlossen.